# Avenue de la Porte-d'Auteuil
La avenue de la Porte-d'Auteuil est une voie située dans le 16e arrondissement de Paris en France. 

## Situation et accès
Elle est située dans le bois de Boulogne et donne accès à la commune de Boulogne-Billancourt par le carrefour des Anciens-Combattants.
L'avenue de la Porte-d'Auteuil est accessible par la ligne de métro 10 à la station Porte d'Auteuil, sortie « Hippodrome d'Auteuil ».

## Origine du nom
Elle porte ce nom car elle est située en partie sur l'emplacement de l'ancienne porte d'Auteuil de l'enceinte de Thiers à laquelle elle mène.

## Historique
L'avenue faisait partie initialement de la route départementale no 3, située alors sur le territoire de Boulogne-Billancourt. Elle a été annexée dans la voirie de Paris et déclassée en voie communale par décret du 3 avril 1925 et a pris sa dénomination actuelle par un arrêté du 23 janvier 1930.

## Bâtiments remarquables et lieux de mémoire

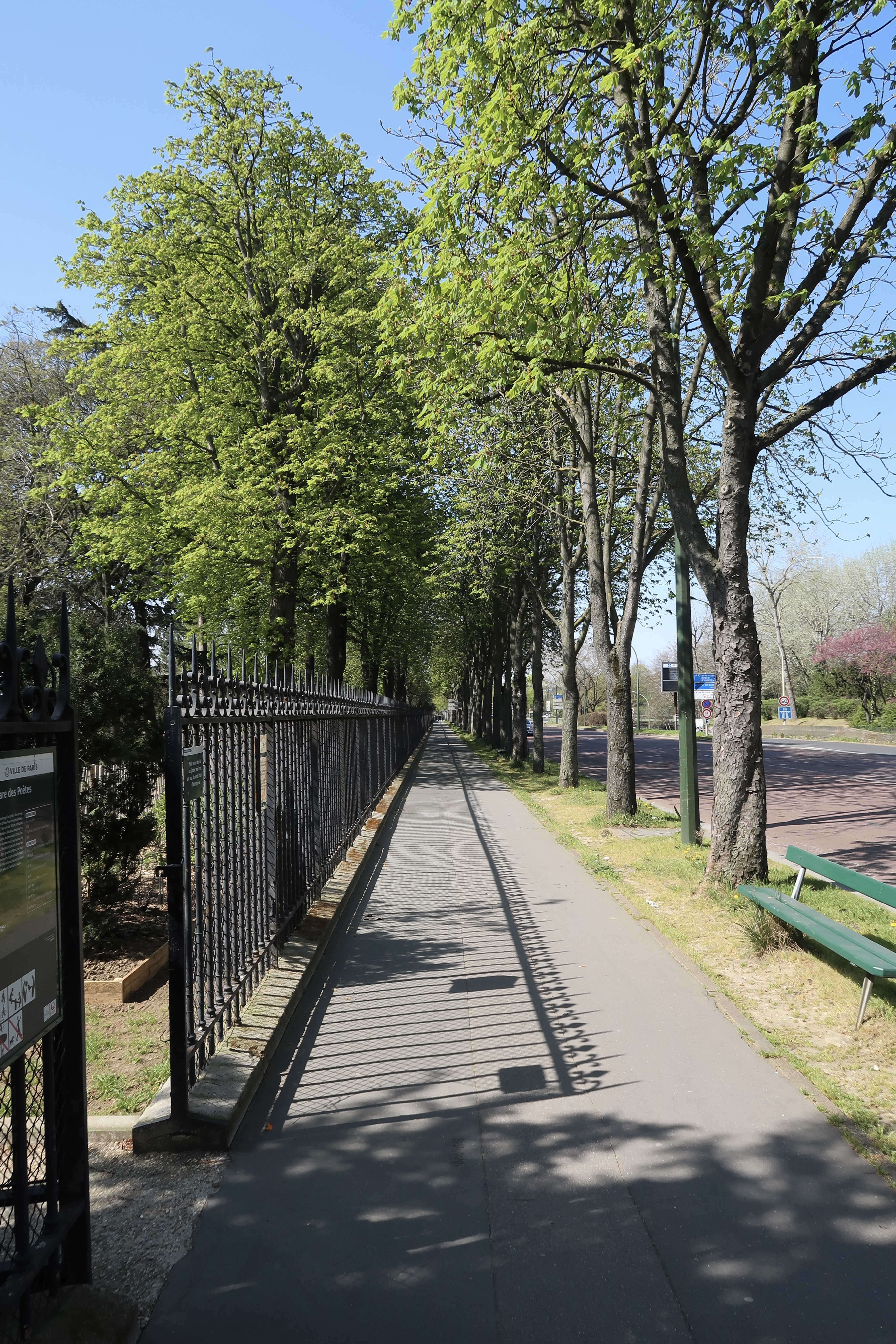
Le long du square des Poètes.

- L'avenue traverse le bois de Boulogne, classé comme site par arrêté ministériel du 28 septembre 1957[1]. Au nord, elle est bordée par les bretelles de raccordement du boulevard périphérique avec l'autoroute A13. Au sud, elle longe le square des Poètes et le jardin des serres d'Auteuil, un jardin botanique de la ville de Paris classé depuis 1998 aux monuments historiques[2], ainsi que le stade de tennis de Roland-Garros.